# كاتارزينا أداموفيتش
كاتارزينا أداموفيتش (بالبولندية: Katarzyna Adamowicz)‏ هي لاعبة شطرنج بولندية، ولدت في 7 يناير 1993 في كشالين في بولندا.

## وصلات خارجية
- كاتارزينا أداموفيتش على موقع الاتحاد الدولي للشطرنج (الإنجليزية)
- كاتارزينا أداموفيتش على موقع مباريات الشطرنج (الإنجليزية)
- كاتارزينا أداموفيتش على موقع 365Chess.com (الإنجليزية)
- كاتارزينا أداموفيتش على موقع Chesstempo.com (الإنجليزية)